# Baisers volés
Baisers volés is een Franse dramafilm uit 1968 zowel geregisseerd, (mede) geschreven als (mede) geproduceerd door François Truffaut. Het is het derde deel uit de vijfdelige Antoine Doinel-cyclus. Het verhaal is opnieuw (deels) autobiografisch, net als Truffauts debuut Les Quatre Cents Coups (1959). Truffauts alter ego Antoine Doinel wordt opnieuw gespeeld door Jean-Pierre Léaud. Het volgende deel in de Doinel-cyclus is Domicile conjugal (1970).
Baisers volés werd genomineerd voor zowel de Academy Award als de Golden Globe voor beste niet-Engelstalige film.

## Verhaal
Doinel wordt uit het leger gezet wegens ongeschiktheid (Truffaut werd zelf ooit uit het leger gezet na desertie). Hij wordt nachtwaker in een hotel en pakt zijn knipperlichtrelatie met de muziekstudente Christine weer op. Als privédetective in een schoenenzaak raakt hij hevig verliefd op de vrouw van zijn opdrachtgever. Zijn ex-vriendin Christine wint hem terug na Doinel met een smoes naar het huis van haar ouders te hebben gelokt.

## Rolverdeling
| Acteur              | Personage         |
| ------------------- | ----------------- |
| Jean-Pierre Léaud   | Antoine Doinel    |
| Claude Jade         | Christine Darbon  |
| Daniel Ceccaldi     | Christines vader  |
| Claire Duhamel      | Christines moeder |
| Delphine Seyrig     | Fabienne Tabard   |
| Michael Lonsdale    | Georges Tabard    |
| Jacques Rispal      | Colin             |
| Marie-France Pisier | Colette Tazzi     |
| André Falcon        | mijnheer Blady    |

## Achtergrond
Tijdens het maken van de opnamen werd Henri Langlois door de Franse minister van Cultuur ontslagen als directeur van de Cinémathèque Française die hij in 1936 met Georges Franju had opgericht. Hij werd opgevolgd door de gaullistische ambtenaar Pierre Barbin. Truffaut organiseerde een boycot van de Cinémathèque Française en Langlois kreeg steunbetuigingen uit binnen- en buitenland. Na twee maanden werd Langlois, vaak als de vader van de nouvelle vague beschouwd, herbenoemd als directeur. Truffaut verwerkte de gebeurtenissen in de film; in het openingsshot is de gesloten Cinémathèque Française te zien, en in de film vertelt Christine (Claude Jade) dat haar medestudenten de lessen verzuimen omdat hun directeur is ontslagen.
De titel van de film (Baisers volés, Gestolen kussen in het Nederlands) komt uit het liedje Que reste-t-il de nos amours? van Charles Trenet ("Bonheur fané, cheveux au vent - Baisers volés, rêves mouvants - Que reste-t-il de tout cela - Dites-le-moi"). Dit liedje is te horen tijdens de aftiteling van de film.
In 1992 kwam François Truffaut, portraits volés uit, een documentaire over het leven van Truffaut die geregisseerd werd door Serge Toubiana en Michel Pascal. Die titel is een toespeling op Baisers volés.